# Primera Fuerza 1913/14
Die Saison 1913/14 war die zwölfte Spielzeit der in Mexiko eingeführten Fußball-Liga, die in der Anfangszeit unter dem Begriff Primera Fuerza firmierte.

## Teilnehmer
| Mannschaft                | Stadt           | Heimspielstätte                                   |
| ------------------------- | --------------- | ------------------------------------------------- |
| Amicale Française Mexique | Mexiko-Stadt    | Campo de l‘Amicale Française                      |
| Club España               | Mexiko-Stadt    | Parque España II, La Condesa                      |
| Club México               | Mexiko-Stadt    | Parque España II, La Condesa (als Zweitnutzer)    |
| Pachuca Athletic Club     | Pachuca de Soto | Campo del Velódromo                               |
| Reforma Athletic Club     | Mexiko-Stadt    | Campo del Reforma Athletic Club                   |
| Rovers Football Club      | Mexiko-Stadt    | Campo del Reforma Athletic Club (als Zweitnutzer) |

## Veränderungen
Neu hinzu kam die Mannschaft des Amicale Française Mexique, die am Ende den letzten Platz belegte und auf dem grünen Rasen sieglos blieb. Ihr einziger Sieg resultierte aus einer Wertung am grünen Tisch, da der Vorjahresmeister Club México nicht angetreten war. Die Mannschaft der französischen Gemeinde in Mexiko-Stadt stieg nach dieser Spielzeit bereits wieder aus, um zu Beginn der 1920er Jahre nochmal ein kurzes Comeback zu geben. Ebenso zog der bisherige Rekordmeister und Gründungsmitglied Reforma Athletic Club der britischen Gemeinde seine Mannschaft nach dieser Saison aus der Liga zurück. Beide Entscheidungen waren durch den Beginn des Ersten Weltkriegs bedingt, weil sowohl eine größere Anzahl von Spielern der Franzosen als auch der Briten für ihre Länder in den Krieg zogen. Der im letzten Jahr neu hinzugekommene Club España, der im Vorjahr den letzten Platz belegt hatte, kam in dieser Spielzeit zu seinem ersten Meistertitel.

## Abschlusstabelle 1913/14
| Pl. | Verein                    | Sp. | S | U | N | Tore    | Diff. | Punkte |
| --- | ------------------------- | --- | - | - | - | ------- | ----- | ------ |
| 1.  | Club España               | 10  | 7 | 2 | 1 | 013:600 | +7    | 16:40  |
| 2.  | Rovers FC                 | 10  | 6 | 1 | 3 | 018:900 | +9    | 13:70  |
| 3.  | Club México               | 10  | 4 | 1 | 5 | 012:120 | ±0    | 09:11  |
| 4.  | Reforma Athletic Club     | 10  | 3 | 2 | 5 | 009:140 | −5    | 08:12  |
| 5.  | Pachuca Athletic Club     | 10  | 3 | 2 | 5 | 006:100 | −4    | 08:12  |
| 6.  | Amicale Française Mexique | 10  | 1 | 4 | 5 | 009:160 | −7    | 06:14  |

## Kreuztabelle
Die Kreuztabelle stellt die Ergebnisse aller Spiele dieser Saison dar. Die Heimmannschaft ist in der linken Spalte aufgelistet und die Gastmannschaft in der obersten Reihe.
| 1913/14 | 1913/14           | ESP | RFC | MEX | RAC | PAC | AFM |
| 01.     | Club España       |     | 1:0 | 2:0 | 2:1 | 0A  | 2:0 |
| 02.     | Rovers FC         | 2:0 |     | 4:1 | 2:1 | 3:1 | 4:2 |
| 03.     | Club México       | 2:3 | 2:0 |     | 2:0 | 0:1 | 1:1 |
| 04.     | Reforma AC        | 0:2 | 0:0 | 0:3 |     | 3:1 | 1:1 |
| 05.     | Pachuca AC        | 0:0 | 0B  | 0C  | 0:1 |     | 0D  |
| 06.     | Amicale Française | 1:1 | 1:3 | 0E  | 1:2 | 2:2 |     |

A Pachuca trat nicht an, weshalb die Partie (mit dem Torstand von 0:0) zu Gunsten des Club España gewertet wurde.

B Rovers reiste nicht an, weshalb die Partie (mit dem Torstand von 0:0) zu Gunsten des Pachuca AC gewertet wurde.

C Aufgrund von Ruppigkeiten zwischen beiden Mannschaften verließ die Mannschaft des Pachuca AC beim Stand von 1:1 vorzeitig den Platz. Das Spiel wurde (mit dem Ergebnis von 1:1) zu Gunsten des Club México gewertet.

D Amicale Française trat die Reise nach Pachuca nicht an, so dass die Partie (mit dem Torstand von 0:0) zu Gunsten des Pachuca AC gewertet wurde.

E Der Club México trat nicht an, weshalb die Partie (mit dem Torstand von 0:0) zu Gunsten von Amicale Française gewertet wurde.